# Krásno (Chéquia)
Krásno é uma cidade checa localizada na região de Karlovy Vary, distrito de Sokolov‎.